# Philip Arthur Fisher
Philip Arthur Fisher, född 8 september 1907 död 11 mars 2004, var en legendarisk amerikansk aktieplacerare och investeringsrådgivare på New York-börsen.
Han är mest känd som författare till boken Common Stocks and Uncommon Profits (ISBN 0-471-11927-X), en investeringsguide som har varit i tryck alltsedan den första gången publicerades 1958. I ett ofta citerat avsnitt i boken skriver Fisher att rätt tidpunkt för att sälja en aktie är "nästan aldrig". I boken beskrivs bland annat 15 punkter, eller kriterier, som en investerare bör analysera innan ett aktieköp.
Fisher startade sin karriär 1928 som aktieanalytiker, strax innan börskraschen 1929. Hans företag för investeringsrådgivning, Fisher & Co., grundades 1931.
Storinvesteraren Warren Buffett är en stor beundrare och anhängare av Fishers investeringsteorier.